# Matt Baker
Matt Baker, właśc. Matthew David Baker (ur. 11 maja 1983 w East Lansing) – amerykański futbolista, w latach 2006–2009 grający na pozycji quarterbacka w NFL.
Był zawodnikiem drużyn Dallas Cowboys, New Orleans Saints, Arizona Cardinals i Miami Dolphins.
W rozgrywkach akademickich NCAA grał w drużynie University of North Carolina at Chapel Hill.